# Strefowa koncepcja ochrony odgromowej i przeciwprzepięciowej
Strefowa koncepcja ochrony odgromowej i przeciwprzepięciowej – polega na dążeniu do tworzenia systemu ochrony. Strefowa koncepcja ochrony jest optymalnym pod względem ekonomicznym oraz niezawodnym w działaniu systemem ochrony odgromowej i przeciwprzepięciowej urządzeń  i systemów. Przy jej stosowaniu uwzględnia się zalecenia ochrony odgromowej i przeciwprzepięciowej oraz wymagania dotyczące odporności udarowej urządzeń elektrycznych. Opiera się ona na podziale obiektu na strefy zagrożenia oraz wykorzystaniu charakterystyk poszczególnych stref (czyli parametrów charakteryzujących właściwości ochronne w poszczególnych strefach które określone są w normach). Opiera się też na określeniu i właściwym zastosowaniu odporności urządzeń na działania napięć i prądów udarowych oraz określeniu bezpośredniego oddziaływania na urządzenia udarowego pola magnetycznego.
W podzielonym  na strefy obiekcie, przejściu z jednej strefy do drugiej następuje ograniczenie wartości szczytowych przepięć występujących w instalacjach niskonapięciowych oraz impulsów pola elektromagnetycznego do poziomów dopuszczalnych w danej strefie.

Urządzenia elektryczne przeznaczone do pracy w danej strefie należy dobrać w taki sposób, aby ich odporność udarowa była większa w porównaniu z dopuszczalnymi wartościami szczytowymi udarów, jakie mogą wystąpić w rozważanym obszarze. Dobierając dopuszczalne wartości szczytowe udarów, jakie są dopuszczalne w danej strefie, należy uwzględnić poziomy odporności udarowej zainstalowanych w niej urządzeń.